# Lago Swiftcurrent
Il lago Swiftcurrent si trova nella regione Many Glacier all'interno del Parco nazionale dei ghiacciai, nello stato del Montana, negli Stati Uniti. Il Many Glacier Hotel, il maggiore hotel del parco, si trova lungo la costa est del lago; molti sentieri escursionistici partono dall'area e vi sono diverse visite guidate in barca per accedere al lago.
Il lago si trova a 1 487 metri sul livello del mare. Nei pressi dello Swiftcurrent vi sono il più grande lago Sherburne ad est ed il lago Josephine a sud-ovest. Il monte subito ad ovest del lago si innalza fino a 910 metri sopra il lago. Il ghiacciaio Grinnell, in via di scioglimento, è uno dei diversi ghiacciai e nevai le cui acque si riversano nel lago. Il monte Gould, Grinnell Point e il monte Wilbur sono le montagne più alte, ad ovest del lago. L'invaso consiste di due bacini, ognuno tra i 4,6 e i 9,1 metri di profondità.

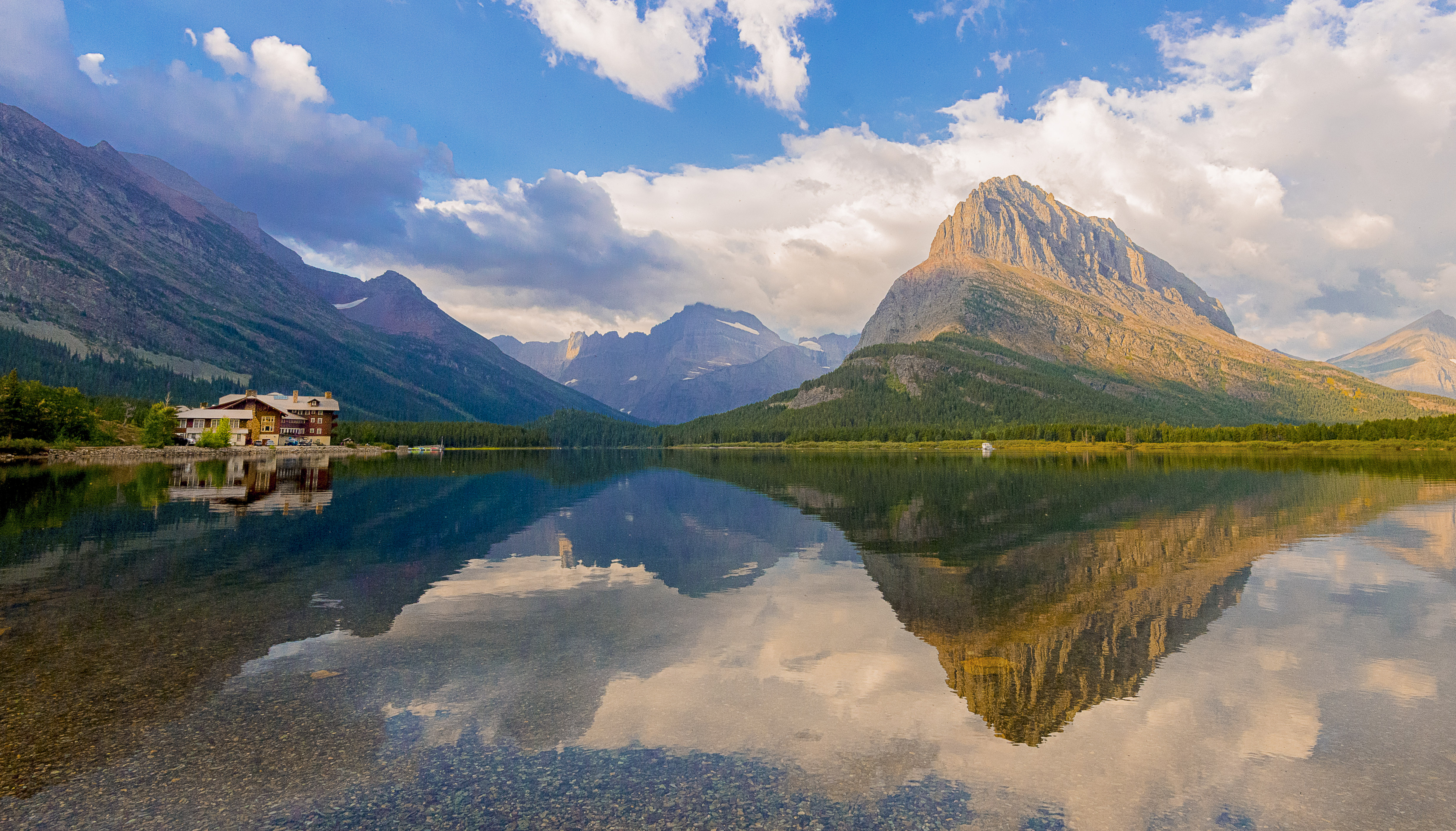
Il lago con il Many Glacier Hotel sulla sinistra